# Лазарев, Константин Александрович
Константин Александрович Лазарев (род. 2 мая 1975, Комсомольск-на-Амуре, Хабаровский край)— российский политик, депутат Государственной Думы Федерального Собрания Российской Федерации 6-го созыва.

## Биография

### Депутат Госдумы
23 октября 2013 года стал депутатом Государственной думы 6-го созыва, вакантный мандат ему передал Сергей Штогрин, ушедший работать аудитором в Счетную палату РФ.
Участвовал в выборах в государственную думу 7-го созыва. Избран не был.

### Выборы в Московскую городскую думу в 2019 году
Занял третье место. Участвовал в выборах в округе 28 (Москворечье-Сабурово, частично Царицыно, частично Нагатинский затон).
| Место | Кандидаты в депутаты             | Партия              | Полученный процент | Количество полученных голосов |
| ----- | -------------------------------- | ------------------- | ------------------ | ----------------------------- |
| 1.    | Самышина Елена Александровна     | самовыдвижение      | 40,37 %            | 11 570                        |
| 2.    | Павлинов Аркадий Борисович       | Справедливая Россия | 26,93 %            | 7716                          |
| 3.    | Лазарев Константин Александрович | КПРФ                | 24,40 %            | 6992                          |
| 4.    | Елисеев Сергей Геннадиевич       | ЛДПР                | 8,30 %             | 2377                          |